# Дир-Вэлли
Дир-Вэ́лли (англ. Deer Valley, дословно «Оленья долина») — горнолыжный курорт, расположенный в горном хребте Уосатч в 58 км к востоку от Солт-Лейк-Сити, в городе Парк-Сити, штат Юта, США. Курорт, известный во всём мире благодаря своим высококлассным горнолыжным трассам, постоянно входит в число лучших горнолыжных курортов Северной Америки.
Дир-Вэлли являлся одним из мест проведения зимних Олимпийских игр 2002 года, принимавшим соревнования по фристайлу в могуле и лыжной акробатике и горнолыжному спорту в слаломе. Он также регулярно проводит соревнования под эгидой Международной федерации лыжного спорта.

## История курорта

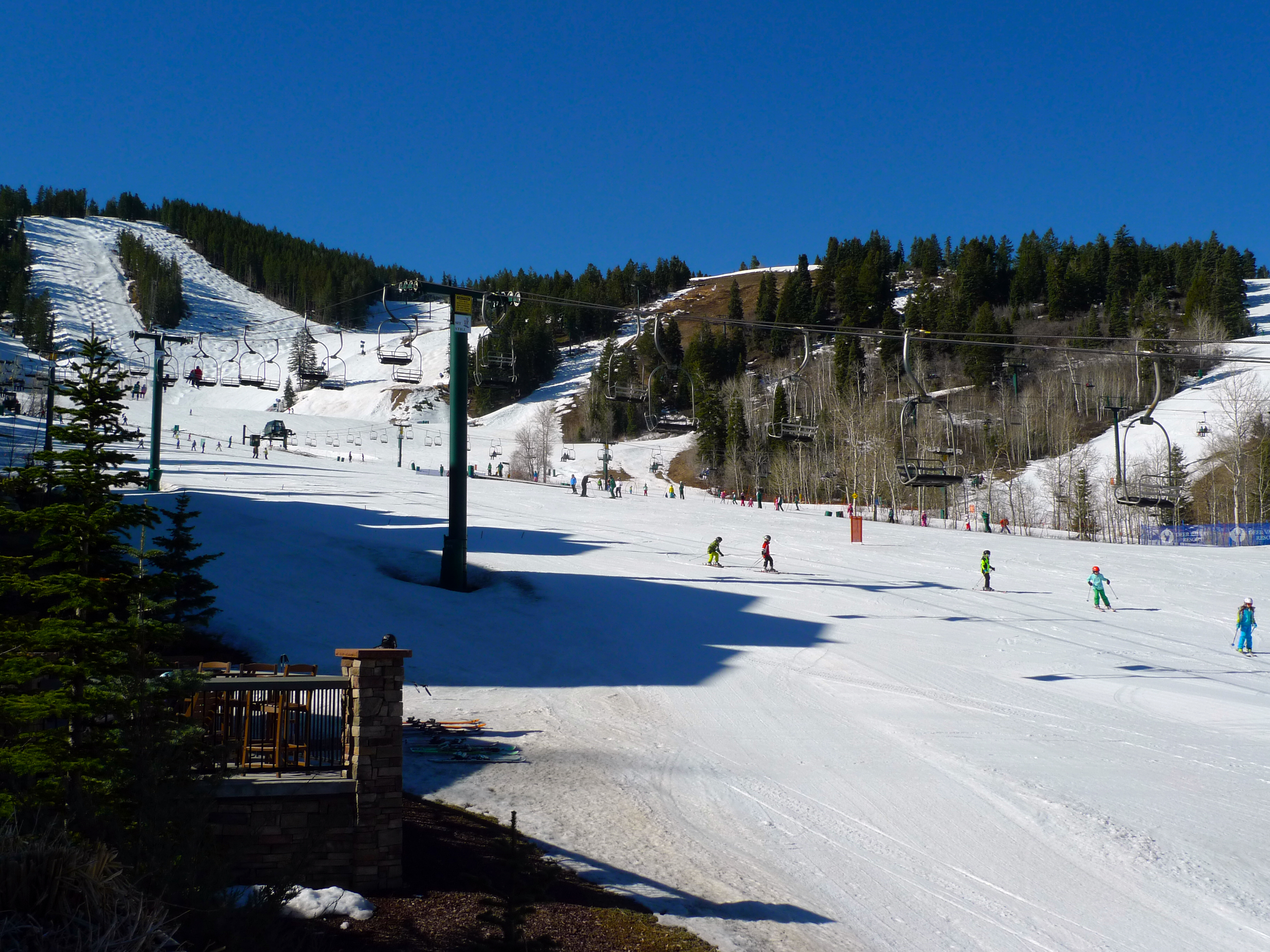

Катание на лыжах в этой долине началось еще в 1930-х годах, когда здесь проводили тематический фестиваль Park City Winter Carnivals. Первые трассы были оборудованы всем необходимым в течение зимы 1936—1937 годов. Первые подъёмники из широкохвойной сосны появились здесь ещё в 1946 году благодаря совместной работе двух местных жителей. До 1969 года этот курорт назывался Snow Park Ski Area. А в 1981 году он стал частным курортом с новым названием — Дир-Вэлли (Deer Valley). Общая площадь курорта увеличилась до 820 га, включая в себя 6 гор.
Горнолыжный курорт Дир-Вэлли открылся в 1981 году с пятью подъёмниками: the Burns double (единственный, который сейчас существует в оригинальном состоянии), the Carpenter, Homestake, Sultan, Wasatch triple chairs. The Sterling lift был возведён в 1982 году, а затем Clipper в 1983 году. Первое большое расширение местности произошло в 1984 году с добавлением подъёмника Mayflower на Лысой горе (Bald Mountain). Новые подъёмники появлялись в 1991, 1993, 1996 и 1997 годах, а старые заменялись более современными. В 1998 году в состав курорта были включены ещё две горы с 8 трассами. С тех пор подъёмники постоянно изменяются и совершенствуются. Список услуг ежегодно расширяется.

## Международные соревнования

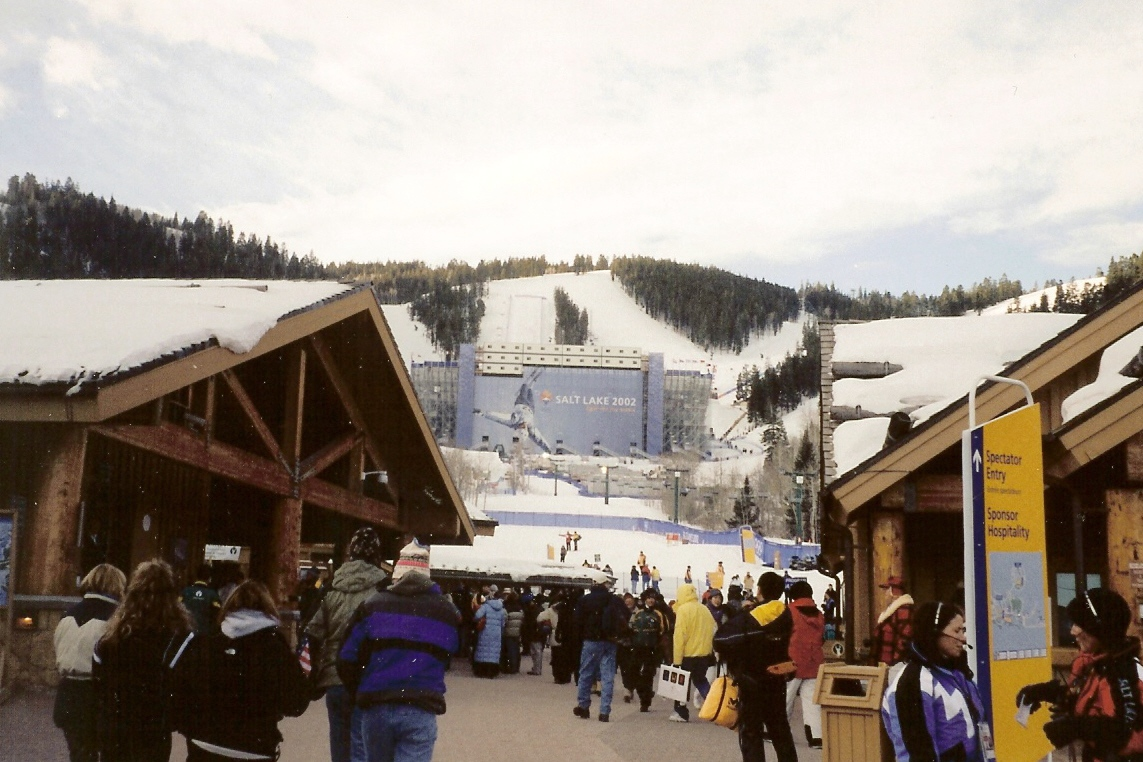
Лыжная акробатика в Дир-Вэлли во время зимних Олимпийских игр 2002

В 2002 году Дир-Вэлли стал местом проведения нескольких соревнований в рамках зимних Олимпийских игр-2002, которые тогда принимал Солт-Лейк-Сити. Три трассы курорта были использованы для соревнований по фристайлу (могул и акробатика) и горнолыжному спорту (слалом). Для этого в конце трасс разместили временные трибуны, рассчитанные на 10 000 зрителей. Однако за соревнованиями наблюдало 13 300 зрителей, так как многие из них размещались по краям трассы.
Горнолыжный курорт дважды принимал чемпионаты мира по фристайлу — в 2003 и 2011 годах. Каждый сезон курорт организует различные международные и внутренние соревнования по фристайлу и горнолыжному спорту.

## Награды
Журнал SKI признавал Deer Valley Resort лучшим горнолыжным курортом США в течение пяти лет подряд с 2007 по 2011 годы. В истории журнала Дир-Вэлли является единственным таким «титулованным» курортом. По результатам опроса 2017 года курорт вновь занял первое место.
На церемонии вручения наград World Ski Awards в 2013 году Дир-Вэлли стал победителем в номинации «Лучший горнолыжный курорт Соединённых Штатов». Курорт продолжал побеждать в этой номинации в 2014, 2015, 2016 и 2017 годах.

## Запрет на сноуборды
Дир-Вэлли остаётся одним из трёх горнолыжных курортов в США, запрещающих катание на сноуборде, поэтому здесь иногда проходят протесты сноубордистов.